# Опиц, Мартин (футболист)
Мартин Опиц (чеш. Martin Opic; 29 сентября, 1977 года, Богумин, Чехословакия) — чешский футболист, выступавший на позиции нападающего.

## Карьера
На серьезном уровне начинал свою карьеру в чешском клубе «Богемианс 1905». В 2003—2004 гг. Опиц выступал в Литве за «Каунас». Вместе с ним форвард становился чемпионом страны и участвовал в квалификационном раунде Лиги чемпионов. Там он отличался забитыми мячами в ворота фарерского «Торсхавна».
Завершал свою карьеру нападающий в чешских любительских командах. Параллельно с игрой в футбол, Опиц работал пожарным. В августе 2011 года в составе сборной Чехии он принимал участие во Всемирных играх полицейских и пожарных в Нью-Йорке.

## Достижения
- Чемпион Литвы (2): 2003, 2004.
- Обладатель Кубка Литвы (1): 2003/04.
- Обладатель Суперкубка Литвы (1): 2004.